# Jerakas
Jerakas (gr. Γέρακας) – miasto w Grecji, w administracji zdecentralizowanej Attyka, w regionie Attyka, w jednostce regionalnej Attyka Wschodnia. Siedziba gminy Palini. W 2011 roku liczyło 29 939 mieszkańców. Leży na wschód od Aten (wschodni północny wschód). Ośrodek przemysłowy.